# Cirrhochrista poecilocygnalis
Cirrhochrista poecilocygnalis là một loài bướm đêm trong họ Crambidae.